# Régis Penet
Œuvres principales
- Fleurs carnivores (série)
- Marie des loups (série)
- Catwalk (2006)
- Les nuits écorchées (série)
- Lorenzaccio (adaptation de l'œuvre d'Alfred de Musset) (2011)
- La tomate(scénario Anne Laure Reboul)

Régis Penet est un scénariste, dessinateur et coloriste de bande dessinée, né le 9 septembre 1970, à Dieulefit dans la Drôme.

## Biographie
Régis Penet est né à Dieulefit dans la Drôme le 9 septembre 1970. Il est scénariste, dessinateur et coloriste de bande dessinée. Au début, pour lui le dessin était juste un passe temps. Arrivé au collège, il commence à dessiner un peu plus. Il prend ses premiers cours de dessin avec son grand-père, professeur d'arts plastiques et sculpteur. Très vite, il se rend compte qu'il souhaite faire du dessin et de la BD son métier.
Il obtient un bac arts plastiques, puis pendant six mois il va dans une école privée à Lyon où il apprend la couleur, la perspective, les bases du dessin. Il obtient également un DEUG d'Histoire. En même temps, il réalise ses premiers projets de BD, projets envoyés, refusés, retravaillés, à nouveau refusés, etc[source insuffisante].
Il signe son premier projet aux éditions Soleil, Fleurs carnivores paru en 2001, sur un scénario de Jean-Blaise Djian.
Le tome 2 paraît l’année suivante, puis la trilogie de Marie de Loups, créée en 2004 avec Frédéric L’Homme. Ensemble, ils signent aussi Catwalk en 2006, chez le même éditeur. Les nuits écorchées, publié par Daniel Maghen, est sa première création en solo. Elle sera suivie de l'adaptation de Lorenzaccio d'Alfred de Musset, dont il écrit le scénario, réalise les dessins et la couleur.

## Œuvres
- Or de Saba (coloriste), avec Aubert Phillipe (scénario), Ramaïoli Georges (dessins), Soleil Productions (Coll. Soleil Noir)[4]
  - Tome 3: Le Chemin vers les étoiles, 08/2014

- Fleurs carnivores (dessinateur, coloriste), avec Dijan Jean Baptiste (scénario), Soleil Productions[5]
  - Tome 1 : Passé décomposé 11/2000
  - Tome 2 : El Macho 07/2002

- Marie des Loups (dessinateur), avec Frédéric L'Homme (scénario), Fabien Alquier (couleurs), Soleil Productions[6]
  - Tome 1 : La Garde Rouge, 05/2004
  - Tome 2 : Le Cirque de Pétra, 03/2005
  - Tome 3 : Le Sang des loups, 09/2005

- Catwalk (dessinateur), avec Frédéric L'Homme (scénario), Mati (couleurs), Soleil Productions (Coll. Mondes futurs), 2006[7]

- Les Nuits écorchées (scénario, dessins, couleurs), Daniel Maghen[8]
  - Tome 1 : Progénitures, 05/2008
  - Tome 2 : La Chute des corps, 11/2008
  - Tome 3 : Les Chrysalides, 03/2009

- Lorenzaccio (scénario, dessins, couleurs), 12bis, 09/2011 : adaptation de la pièce de théâtre d'Alfred de Musset[9].¨

- Koba (illustrateur), avec Jean Dufaux (scénariste) et Nicolas Bastide (coloriste), Delcourt, 27/08/2014,  (ISBN 9782756035475)[10]
- Roma (illustrateur), Éric Adam, Pierre Boisserie, Didier Convard (scénaristes) d'après un concept original de Gilles Chaillet, Nicolas Bastide (coloriste), Glénat[11]
  - Tome 1: La Malédiction, 07/01/2015   (ISBN 9782723499064)
  - Tome 5: La Peur ou l'Illusion, 11/01/2017  (ISBN 9782344007389)
- Antigone, Glénat, 2017, 88 p.,  (ISBN 978-2344010723)[12],[13],[14]
- La Tomate (dessin, couleurs, scénario), avec Anne-Laure Reboul (scénario), Glénat, 04/2018  (ISBN 9782344015919)[15]
- Imperium (dessins, couleurs), avec Laurent-Frédéric Bollée (scénario), Glénat, 09/2018  (ISBN 9782344023440)[16]
- La Marche, coscénariste Anne-Laure Reboul, Vents d'Ouest, 2019 (ISBN 978-2344027042)[17],[18]
- A hauteur d'homme, Les Enfants Rouges, 02/2021  (ISBN 978-2-35419-114-6)[19]
- Affaires d'état. Guerre froide. Tome 1: passage à l'ouest (dessinateur), avec Philippe Richelle (scénario), Glénat, 04/2021  (ISBN 9782344038215)[20]
- Beethoven: le prix de la liberté, préface de François Frédéric Guy, La boîte à bulles, 05/2021  (ISBN 9782849534014)[21],[22],[23],[24].

## Prix
En 2012, il obtient l'Éléphant d'or du dessin au festival de la BD de Chambéry en Savoie, pour la bande-dessinée Lorenzaccio.